# Malvella sagittifolia
Malvella sagittifolia är en malvaväxtart som först beskrevs av Asa Gray, och fick sitt nu gällande namn av Paul Arnold Fryxell. Malvella sagittifolia ingår i släktet Malvella och familjen malvaväxter. Inga underarter finns listade i Catalogue of Life.